# Ban de la Roche
Ban de la Roche est le nom d'une ancienne seigneurie puis comté dont le siège administratif a été le château de la Roche et ensuite celui de Rothau. Le Ban de la Roche est situé dans le département du Bas-Rhin, canton de Schirmeck, arrondissement de Molsheim, en région Alsace. De 1974 à 1992, ce nom a été repris par l'éphémère commune du Ban-de-la-Roche.

## Le cadre géographique

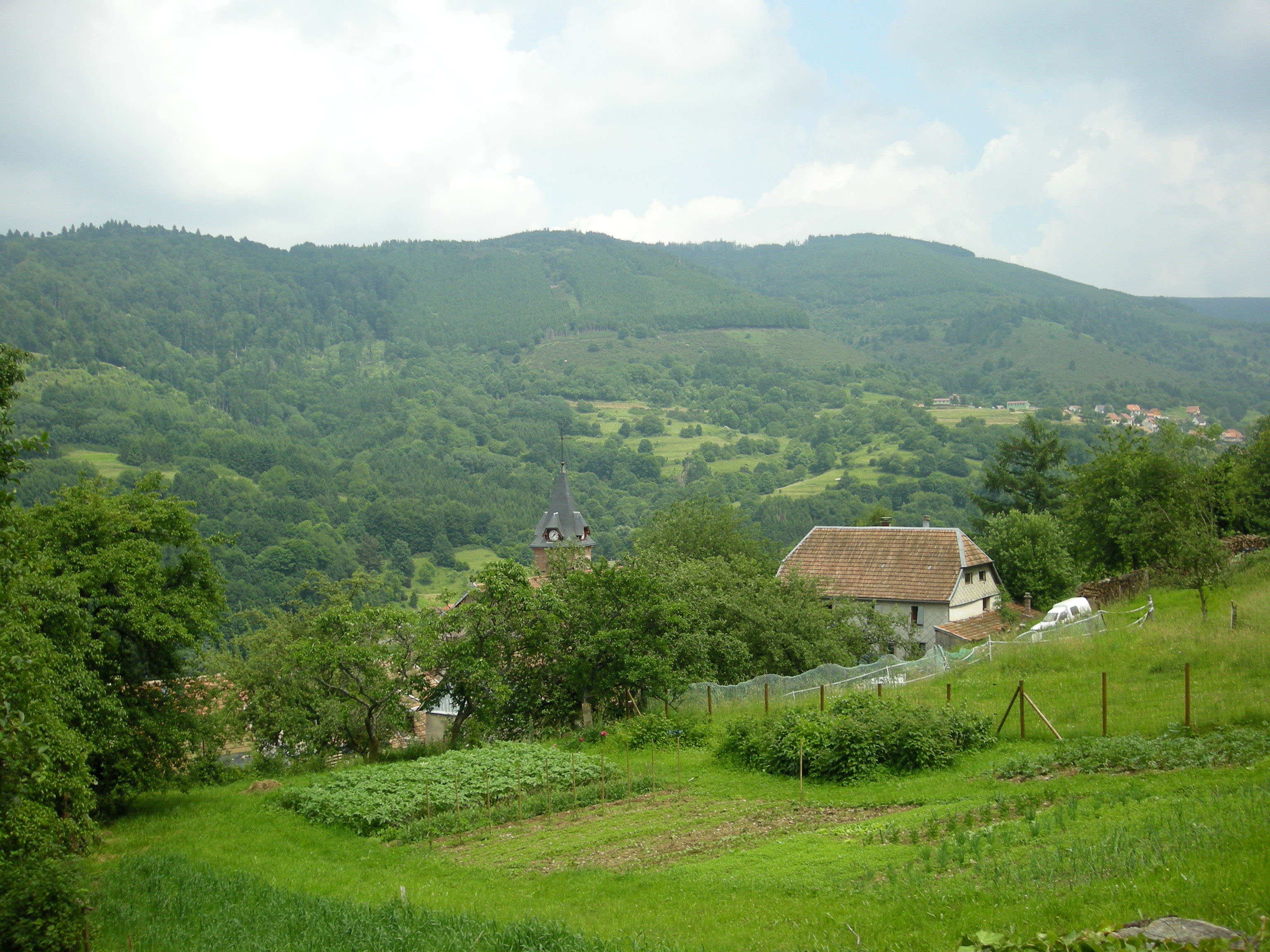
Vallée de la Rothaine : à Neuviller-la-Roche.

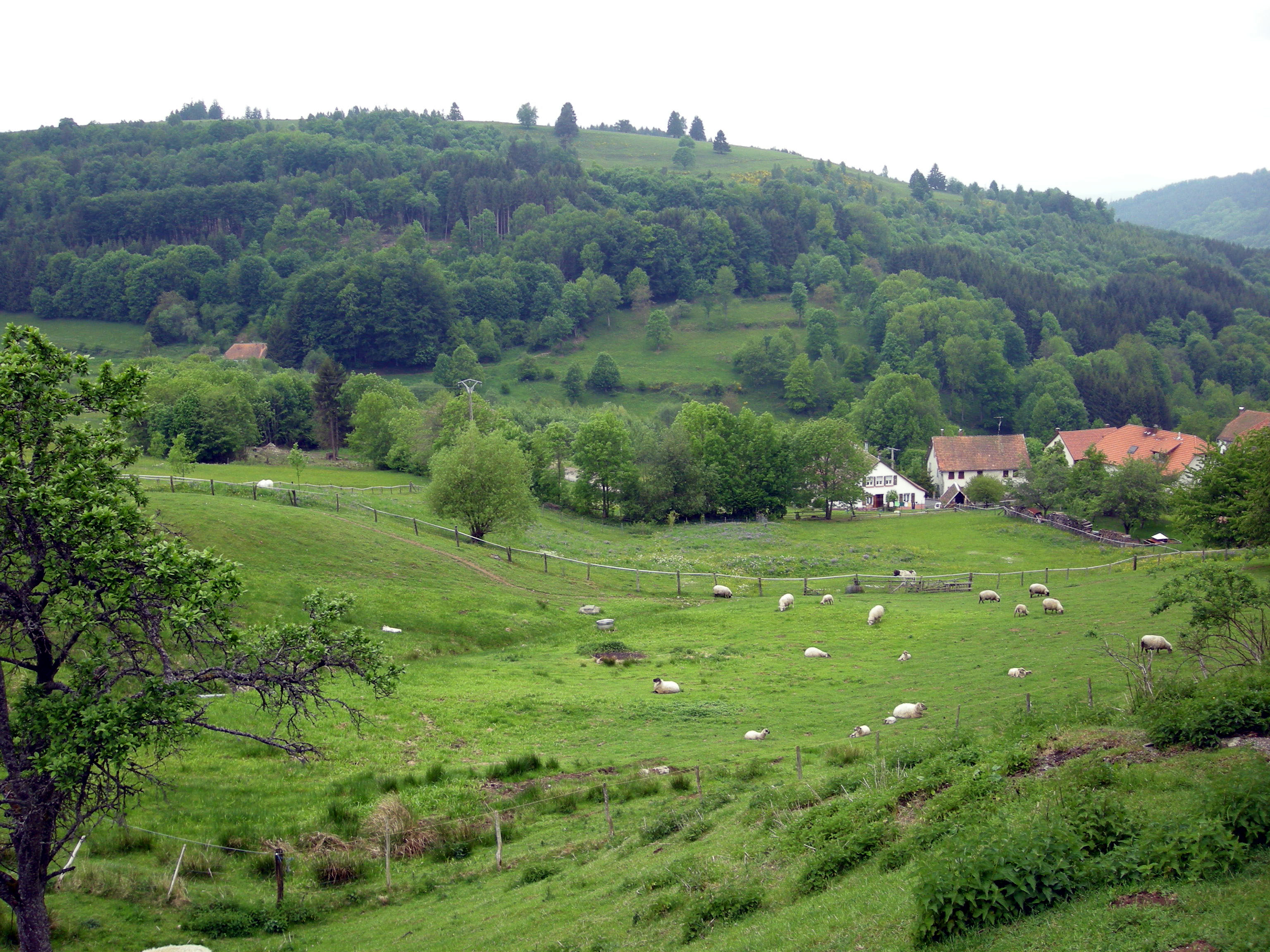
Vallée de la Chergoutte : près de Bellefosse.

Le ban de la Roche est une région de la haute vallée de la Bruche d'une superficie d'environ 49 km2 étalée sur le flanc ouest du massif du Champ du Feu (Hochfeld = Haut champ, en allemand) qui culmine à 1 100 m. Ce territoire est constitué de deux vallées parallèles : la vallée de la Rothaine et la vallée de la Chirgoutte, séparées par le col de la Perheux (699 m). La morphologie du relief se présente sous forme de plateaux s'élevant en étages successifs ayant permis l'établissement de plusieurs habitats.
Le relief bénéficie d'un ensoleillement idéal bien que la belle saison soit relativement courte. Il est exposé aux vents humides d'ouest, à un enneigement précoce en automne et tardif au printemps.
La structure géologique présente des sols légèrement granuleux, argileux à humus doux, conservant des qualités riches résultant de la décomposition des granites, et d'autres plus siliceux, superficiels et de qualité médiocre. Traditionnellement réservées aux activités pastorales et à la culture de la pomme de terre (introduite au XVIIe siècle par des migrants suisses), les zones exploitées en net recul sont souvent abandonnées à la friche au bénéfice de nouvelles parcelles forestières.
Les contraintes climatiques et physiques favorisant traditionnellement les activités d'élevage ont profondément modelé le paysage par la création de larges espaces ouverts offrant encore de nos jours un panorama exceptionnel sur la vallée de la Bruche et la plaine d'Alsace.
Le Ban se composait de huit villages et cinq hameaux occupant les vallées de la Rothaine et de la Chergoutte.
Vallée de la Rothaine (au nord)
- Rothau,
- Wildersbach,
- Neuviller-la-Roche,
- Riangoutte (hameau),
- La Haute-Goutte (hameau).

Vallée de la Chergoutte (au sud)
- Fouday,
- Solbach,
- Le Trouchy (hameau),
- Waldersbach,
- Bellefosse,
- Belmont,
- Le Bambois (Freudeneck)
- La Hutte (hameaux).

## Étymologie et dialecte
Le nom français de Ban de la Roche est de création récente (du XVIIIe siècle). Le nom germanique ancien est Steinthal, "la vallée de la Roche", par référence au château de la Roche (Burg zum Stein) dont dépendait la seigneurie. Le mot ban fait référence à la seigneurie banale, étendue territoriale sous l'autorité du château de la Roche.
La langue anciennement parlée au Ban de la Roche, comme dans toute la Vallée de la Bruche, appartient au groupe des langues lorraines (le vosgien, langue welche) ; elle est issue de la rencontre des langues celtiques et latines. Les habitants de ces régions frontalières alsaciennes (canton d'Orbey compris) étaient (et sont toujours) appelés Welsches. Dans l'Antiquité, les conquérants Romains rattachaient cette région des Vosges à l'ancienne Belgica, d'où est issu sans doute le nom Welsche, avec la racine Bel pour Wel (voir aussi : Wallon, Walls, Wallis-Valais).

## Répertoire des noms d'habitats
Formes actuelles, allemandes et dialectales :
- Bellefosse - Belfoss/Schöngrund - Befoss
- Belmont - Schönenberg - Bémont
- Fouday - Urbach - Fouda
- Haute-Goutte (La)- Oberrothau - Hâte Gotte
- Neuviller - Neuweiler - Nevlet
- Riangoutte - Ringelsbach - Riang Gotte
- Rothau - Rôte ou Ronte
- Solbach - Solbet
- Trouchy (Le) - Trotchi
- Waldersbach - Ouarter'pai
- Wildersbach - Oudir'pa ou Vouill'dir'pa

## Du Moyen Âge à la fin duXVIIesiècle

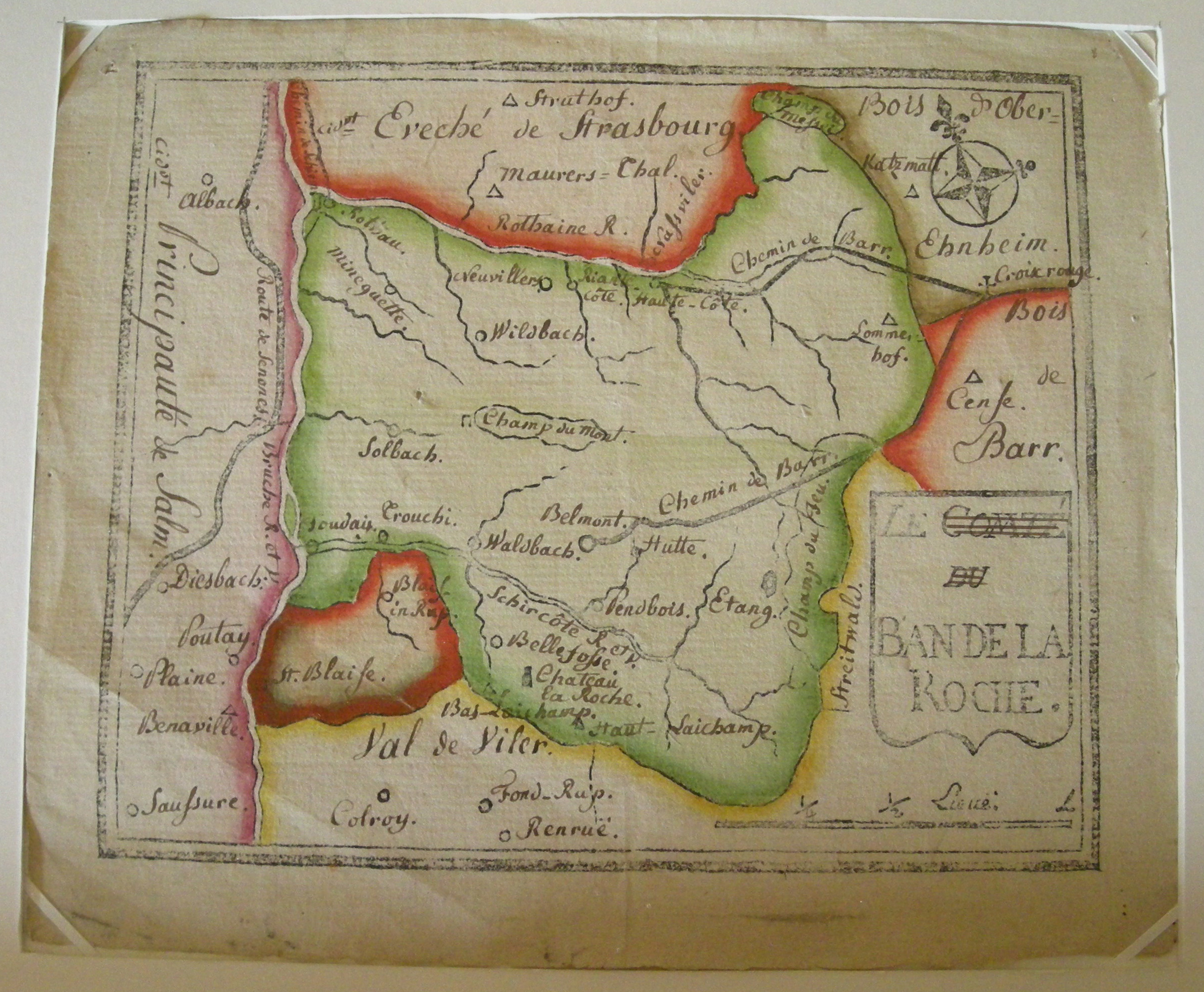
Carte muette du Ban de la Roche, gravée par le pasteur Oberlin en 1776

Le Ban de la Roche était un territoire rattaché, à l'instar de l'Alsace, historiquement au Saint-Empire romain germanique jusqu'aux Traités de Westphalie de 1648, évènements par lesquels le territoire a été annexé militairement par la France de Louis XIV. 
L'existence d'une route antique (via strata) est signalée au XIe siècle. Longeant le sommet du Champ du Feu et joignant d'une part Obernai et de l'autre le col de La Salcée (la Via Salinatorum), elle prend le nom de Rottenwegescheide au XIVe siècle. Outre l'existence d'une circulation économique et militaire, cette route suggère une présence humaine de proximité. Il est en effet vraisemblable que sur ses abords se soient développées les premières communautés ou tout au moins une occupation estivale des chaumes par les gens de la plaine avec leur troupeau. On ignore en quelle circonstance le territoire du Ban de la Roche est entré dans le patrimoine impérial, mais on sait que les chevaliers de Rathsamhausen zum Stein le reçoivent en fief sans doute dès la seconde moitié du XIIIe siècle. À cette date, les Rathsamhausen, qui ne sont rattachés en aucune manière à un devoir de protection envers l'abbaye de Hohenbourg (Sainte-Odile), viennent de se ranger sous la bannière de l'évêque de Strasbourg.
Ils y édifient (au XIIIe siècle ?) un château, appelé purgk (burg) zum Stein en 1398 ("château de la Roche"), sur une assise rocheuse au-dessus de Bellefosse.
Ils résident par la suite et de préférence en plaine à Baldenheim, aux châteaux d'Ottrott (Birkenfels, Dreistein), et plus tard au château de Guirbaden, voisin mais plus vaste et plus proche de la plaine, abandonnant à un représentant le château de la Roche peu confortable. La famille achète en 1371 aux nobles d'Andlau un petit alleu contigu formé de deux villages : Saint-Blaise-la-Roche et Blancherupt. Ce petit territoire n'est pas intégré à la seigneurie, et sera séparé de leur patrimoine lors de la vente de la Roche en 1584.

### Les fresques de l'église de Fouday

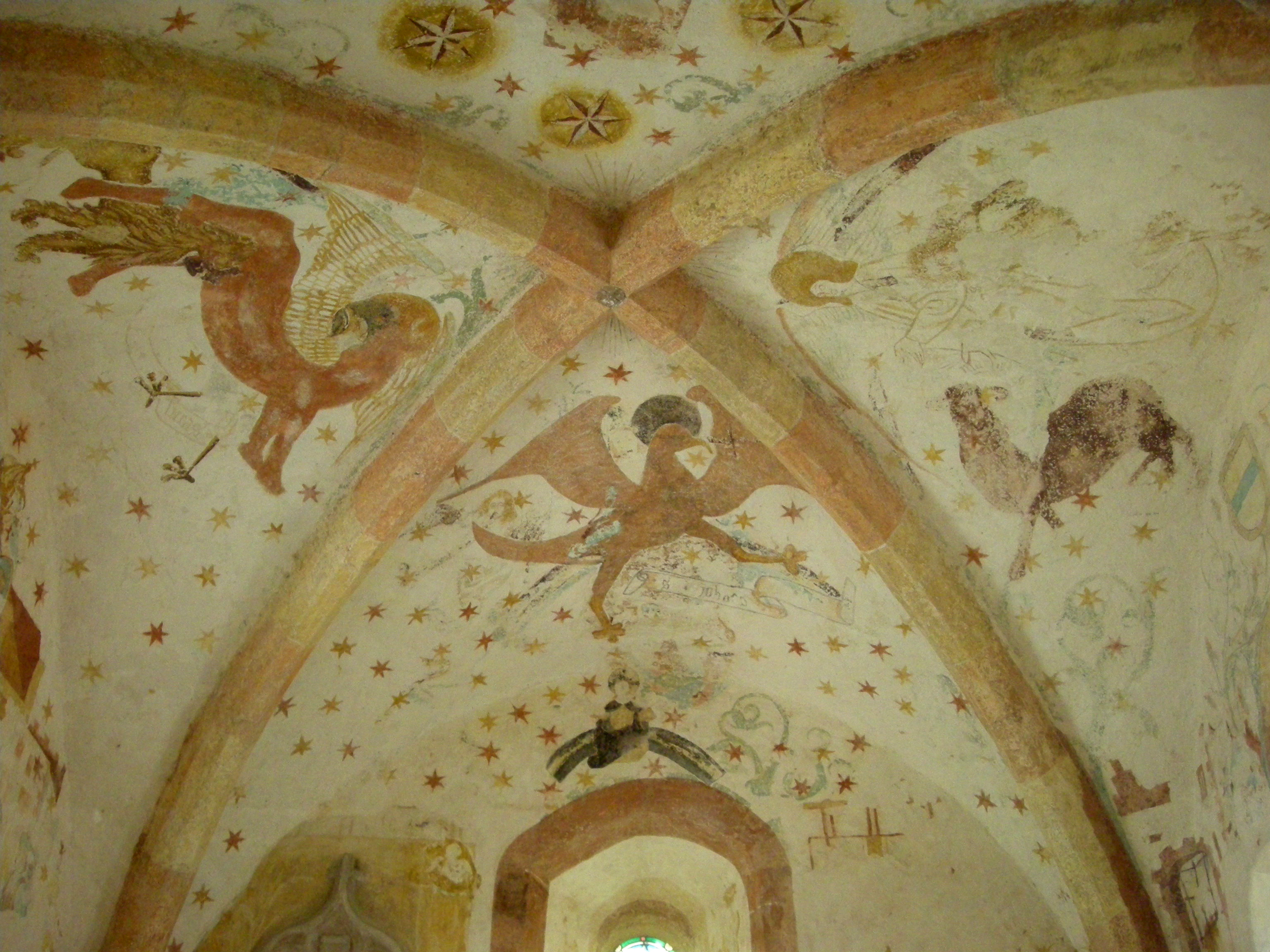
Fresques restaurées de Fouday

Les églises de Fouday et de Belmont, sans doute construites autour de 1200, sont décorées de fresques des XIVe et XVIe siècles. Celles de Fouday, où se trouve la pierre tombale de Jérothé de Rathsamhausen-le-Jeune mort en 1492, ont été restaurées et sont aujourd’hui classées par les Services des Monuments historiques. On peut y voir les quatre évangélistes, le Christ de l’Apocalypse, un pèlerin avec son bâton, le couronnement de Marie, l’agneau pascal, des visages d'anges soufflant dans des trompes, saint Pierre, des étoiles de différentes tailles, des rinceaux, la représentation partiellement conservée d’un noble de Rathsamhausen (sans doute le commanditaire des fresques vers 1500) ainsi que son épouse, et de nombreux restes appartenant à plusieurs repeintes. Une custode (rare tabernacle mural conservé en Alsace) en gothique flamboyant du XVe siècle y est également conservée.

### La destruction du château de la Roche
À la fin du XVe siècle, le château sert de refuge à un groupe de chevaliers brigands au service sans doute du seigneur Jérothé de Rathsamhausen-le-Jeune. Devant les plaintes formulées par Strasbourg et Sélestat, notamment après la séquestration de plusieurs marchands des villes hanséatiques de Lübeck et de Göttingen en 1468, un corps expéditionnaire de 500 hommes met le siège devant le château. Bombardé en 1469 pendant huit jours par l'artillerie de Nancy, la garnison consentit à se rendre et le château est pillé et détruit avec interdiction de le rebâtir.

### La justice villageoise
Au début du XVIe siècle, un tribunal présidé par le meyger réunissait la justice villageoise à Waldersbach afin d’y juger les affaires courantes. Le tribunal se composait de six à sept échevins auxquels s'ajoutaient trois autres de Saint-Blaise et Blancherupt. Le meyger de Saint-Blaise apparaissait vêtu moitié de rouge, moitié de blanc. Si un criminel était saisi, il était remis au seigneur qui l'enfermait au château de Guirbaden avant de le juger, de l'exécuter et de l'exposer sur la roue sur le lieu de justice au col de la Perheux. C'est à ce charmant carrefour de routes qu'on brûla sorciers et sorcières au début du XVIIe siècle. Sara Banzet, à la date du 15 octobre 1767 raconte dans son Journal, qu'elle fut « bouleversée et malade », à la suite de l'exécution de François Staller, « roué sur la Perheux, pour avoir tué d'un coup de fusil Didier Nussbaum et fait plusieurs crimes énormes. » La dernière exécution, eut lieu en 1786.

### Les procès de sorcellerie
Dès 1613 est mentionné le cas de Anne, l'épouse de Steffen d'en Haut (Steffen von der Höhe) de Neuviller, qui est brûlée pour sorcellerie. Puis de 1620 jusque vers 1630 furent condamnés et brûlées au lieu de justice du col de la Perheux plus de 50 personnes originaires de tous les villages du Ban de la Roche pour "crime" de sorcellerie. Des copies des actes rédigés par le tribunal appelé à siéger ont été conservées ; elles permettent de découvrir ce qui était exactement reproché aux hommes et aux femmes soumis à la "question". Les dépositions, obtenues sous la torture, absolument identiques à toutes celles que l’on connait pour la Lorraine et l’Alsace, restent d’une pure fantaisie ; elles ne reflètent pas les raisons véritables qui conduisirent la justice seigneuriale à s'intéresser de si près à de simples villageois. Cette frénésie des bûchers s'étend en ce début du XVIIe siècle à toute la Lorraine, à l'Alsace et à une grande partie du Saint-Empire romain germanique. Le changement récent de religion du Ban de la Roche n’ayant pas été, sans doute aux yeux de certains, assez "efficace" pour repousser la solide implantation du « catholicisme », la pauvreté de sa population, le développement d’une crise du numéraire, son attachement à des pratiques, à des coutumes et à des croyances antinomiques aux valeurs de la religion ont sans doute simultanément contribué à l’introduction des procès. C’est donc dans l’histoire des mentalités qu’il faudrait rechercher les sources des pratiques rurales anciennes et l’absurde satisfaction de la justice à torturer des innocents des crimes dont on les accusait. Beaucoup de contributions concernant cette question s'attachent souvent à étudier les aspects anecdotiques des procès plutôt que les causes sociales et de civilisation plus difficiles à saisir.

### Le château de Rothau
Vers 1570 est construit à Rothau par Jean Frédéric de Rathsamhausen une nouvelle résidence plus confortable, un schloss et non plus un burg, où réside le seigneur lorsqu'il se rend chez lui ou son représentant permanent, le bailli. Le château est cependant incendié lors de la guerre dite des évêques (1592-1604) que se livre la ville de Strasbourg et le cardinal de Lorraine. Restauré, la guerre de Trente Ans (1618-1646) le livre une nouvelle fois aux flammes. Les membres de la famille de Dietrich l'habiteront encore jusqu'en 1789 avant qu'il soit restauré récemment. C'est aujourd'hui un immeuble d'habitation et le dernier bâtiment de la Renaissance encore existant au sud de Mutzig.

### La famille de Veldenz
La seigneurie est vendue en 1584 à Georges-Jean de Veldenz (Georg Hans von Veldenz, du comté de Veldenz au Palatinat ), comte palatin du Rhin et seigneur de La Petite-Pierre (Lützelstein). Son intérêt pour la seigneurie est lié aux filons ferrifères qu’il y exploitait déjà depuis plus d’une décennie. Sous son influence et celle de son fils Georges Gustave, une période industrielle intense se développe avec une diversification métallurgique inédite pour la région (fabrication de pièces d’armure, élaboration de pièces coulées, de fil de fer, atelier monétaire à Rothau). La guerre de Trente Ans ruine totalement dès 1633 les installations, les villages, les fermes et le château de Rothau.

## La seigneurie au Siècle des Lumières

### Des seigneurs français
À la mort de Louis Léopold de Veldenz en 1694, le Ban de la Roche, en sa qualité de terre impériale, était déjà passé sous le gouvernement militaire du roi de France. Il reste cependant dans le patrimoine familial jusqu’en 1723, date où il est offert par le roi Louis XV à l’intendant d’Alsace, Nicolas Prospert Bauyn d’Angervilliers, lequel relance à son profit les forges. Armand Jean de Saint Simon, marquis de Ruffec, en devient à son tour propriétaire jusqu’en 1758 avant de passer à Antoine René de Voyer d’Argenson, marquis de Paulmy. C'est sans doute en raison de ses fonctions (il est membre de l'Académie française) que le Ban de la Roche est élevé au titre de comté en 1762. Ainsi que ses prédécesseurs, le nouveau maître, toujours absent, se fait représenter par son bailli, lequel était notoirement connu pour ses excès de pouvoir. À sa suite apparaît en 1771 le baron Jean de Dietrich, futur Stettmeister de Strasbourg, qui le conserva jusqu’à la Révolution française. Le nouveau seigneur, de religion protestante luthérienne, fut chaleureusement accueilli par ses nouveaux sujets avec des fêtes et de multiples témoignages de réjouissance. Propriétaire des forges de Jägertahl dans le nord de l’Alsace et appartenant à l’exemple de Georges Jean de Veldenz à la famille des grands industriels alsaciens, Jean de Dietrich développe et améliore la production métallurgique de ses installations de Rothau.
La Révolution provoqua le rattachement volontaire de plusieurs communes nouvellement formées du Ban de la Roche au département des Vosges afin d’échapper – pensait-on – aux lourdes impositions militaires qui les frappaient. Cette situation dura jusqu’à la guerre de 1870, date à laquelle l’ensemble des communes constituant le Ban de la Roche fut intégré dans l’empire allemand avant de retourner à la France en 1919.

### Petits villages et petites économies
En 1751, le cheptel recensé au Ban de la Roche est de 415 vaches et 85 chevaux pour 179 feux ; les villageois cultivent le seigle, du sarrasin, l’avoine et la pomme de terre. Les villages regroupent en 1766 des petites unités ne dépassant pas plus de 41 maisons pour le plus important à Neuviller et 21 maisons pour les plus petits à Solbach et Fouday. Les maisons paraissent avoir été d’un confort modeste à la mesure des possibilités économiques du pays. Sur les 251 maisons de la seigneurie, 15 seulement sont qualifiées de « bonnes », 70 de « médiocres » et 167 de « mauvaises ». Le Ban de la Roche ne paraît pas être non plus un pays de laboureurs ; les propriétaires d’un train de labour sont en moyenne au nombre de deux par village. Cette situation s’explique en partie par un cadre géographique peu favorable au développement de l’agriculture. Un élément essentiel constituant un des moteurs de l’économie villageoise était représenté par le moulin. En 1773, sept moulins à grain totalisant onze tournants étaient en activité, quatre huileries totalisant six tournants et deux scieries, comprenaient l’ensemble des bâtiments hydrauliques traditionnels. L’huilerie de Fouday n’utilisait que des navets et du chènevis. La production était de 15 mesures d’huile dans l’année et il ne se vendait qu’environ 3 à 4 mesures, le reste revenant aux villageois.

### L’industrie minière et métallurgique
Dès le rétablissement officiel des forges par la nouvelle administration de Nicolas Prosper Bauyn d’Angervillers en 1725, apparaît François Willemain qui demeura à la direction des forges jusqu’en 1742. À sa suite de nombreux autres directeurs se succédèrent jusqu’en 1765 par Louis de Vaumecourt, écoutète pour le marquis de Paulmy. Il exploita des gisements sur le ban de Schirmeck d’où il retira 684 cuveaux de minerai en 1769. Une moyenne de 55 mineurs étaient attachés aux nombreux travaux miniers répartis essentiellement entre Rothau et Solbach (la vallée de Minquette). Avec la prise de possession en 1771 du Ban de la Roche par Jean de Dietrich, déjà propriétaire des centres métallurgiques de Niederbronn-Reichshoffen, aucun changement notable des forges n’apparaît : les forges de Rothau sont dites « dans un grands état[réf. nécessaire] de dépérissement » encore en 1774. Pourtant, Jean de Dietrich est déjà en mesure de faire apposer sur sa production un « R » (pour Rothau) quatre ans plus tard, comme garantie de qualité supérieure.
En 1785, l’ensemble métallurgique se composait d’un haut fourneau, d’une grande forge, d’un entrepôt, d’une platinerie, un bocard, une aiguiserie et d’un martinet desservi par dix-huit ouvriers. Le minerai était extrait de treize sites miniers par 60 mineurs. La production annuelle était évaluée vers 1795 à 12 000 quintaux de fer. La fabrication rapportait 150 000 livres, elle était assurée par trente-trois ouvriers dont quinze forgerons pour un total de trois cents personnes (ouvriers et charbonniers), composant avec leurs familles en tout près de mille personnes. Le transport du minerai, du bois et du charbon était effectué par soixante-quinze chevaux et cent bœufs.
La Révolution et ses guerres ruinèrent les forges contraignant les de Dietrich à vendre leur forge de Rothau en 1799, sans que l’expérience du nouveau maître de forge (Louis Champy de Framont-Grandfontaine) ne connut le succès escompté. L’insuffisance du charbon de bois et l’épuisement des filons provoquèrent l’arrêt du haut fourneau vers 1820 et l’arrêt définitif des exploitations minières vers 1850.
Les forges de Rotau en 1794
| 1 haut fourneau                                  |
| 1 forge dite renardière (1 marteau, 2 feux)      |
| 1 forge (1 marteau, 2 feux d'affinerie)          |
| 1 martinet (2 marteaux, 1 feux[réf. nécessaire]) |
| 1 fenderie                                       |
| 1 maréchalerie (1 feux)                          |
| 2 aiguiseries                                    |
| 1 atelier de fonderie                            |
| 1 bocard                                         |
| 5 halles à charbon                               |
| 1 entrepôt de fer et 1 atelier de charpenterie   |
| 1 scierie                                        |
| ------------------------------------------------ |

## Le Ban de la Roche auXIXesiècle

### L'industrie textile
À la demande de Jean-Frédéric Oberlin, J.-G. Reber de Sainte-Marie-aux-Mines installa une filature de coton sous la forme originale d’un artisanat rural à domicile. De 1785 à mai 1786, le salaire versé par Reber aux petits artisans s’éleva à 32 000 francs. À Rothau fonctionna dès 1806 une petite filature de coton et de tissage fondée sur le modèle de Reber par Jonathan Wiedemann. Pendant la Révolution, la production du Ban de la Roche souffrit peu de la concurrence par une forte exportation vers l’Allemagne, l’Italie, l’Espagne et vers les marchés nordiques.
C’est encore sous la sollicitation de J.-F. Oberlin et de son fils Henri Gottfried que Jean-Luc Le Grand (1754-1836), ancien président du Directoire de la République Suisse, homme profondément religieux, philanthrope et éducateur, édifia en 1813 une rubanerie et une filature de soie à Fouday. Son fils, Daniel Le Grand, s’associa ensuite avec son gendre Louis Fallot de Montbéliard. La firme prit le nom de « Le Grand et Fallot » de 1845 à 1870. Lors de la réunion de l’Alsace à l’Empire Allemand, l’entreprise fut cédée à deux industriels suisses, Henri et Georges Oschwald qui la dirigèrent jusqu’après 1918.
Entre-temps, Mme Pramberger de Strasbourg avait installé 150 métiers à tisser à Wildersbach et autant à Neuviller vers 1817. Après son décès en 1847, ses héritiers, Gustave Steinheil et Jacques-Christophe Dieterlin, doublèrent le nombre des métiers mécaniques de 1835 en les portant à 600 en 1847 (fondation de la société Steinheil-Dieterlin et Cie).
D’autres filatures furent encore créées autour de 1850. Frédéric Jacquel, directeur du tissage Steinheil, quitta la fabrique pour fonder en 1840 sa propre entreprise à Natzwiller. Charles Marchal édifia lui aussi une filature à Rothau qui devint ensuite l’établissement E. Marchal & Cie. C'est aussi en 1850 que les associés Spach et Oppermann créent une retorderie à La Claquette, la fabrique s'est ensuite spécialisée dans la production de rubans, sangles, tresses, galons et lacets en coton, lin et fibres artificielles, puis synthétiques.
La fabrique Claude de Wildersbach (50 métiers en 1867) compta 400 métiers et employait 160 personnes en 1901.
La dernière entreprise à subsister était l’usine Steinheil-Dieterlen à Rothau. Prise de court par la mondialisation, elle a fermé en 2005.

## La religion
Bien que les nobles de Rathsamhausen fussent convertis à la religion évangélique luthérienne dès avant 1576, le protestantisme ne fut officiellement introduit qu’à partir de 1584 par Georges Jean de Veldenz selon la règle instituée dans les pays germaniques : cujus regio, ejus religio, signifiant : telle est la religion du seigneur, telle sera la religion du pays.
Les premiers pasteurs paraissent avoir été originaires d'Alsace du nord. L'un d'eux est mieux connu : il s'agit de Michel Sutter en 1593. On leur préféra bientôt des pasteurs originaires de la principauté de Montbéliard, d'expression romane et de religion luthérienne, bien qu'« allemands » puisque la principauté était toujours germanique, ses seigneurs étant ducs de la Maison de Wurtemberg.

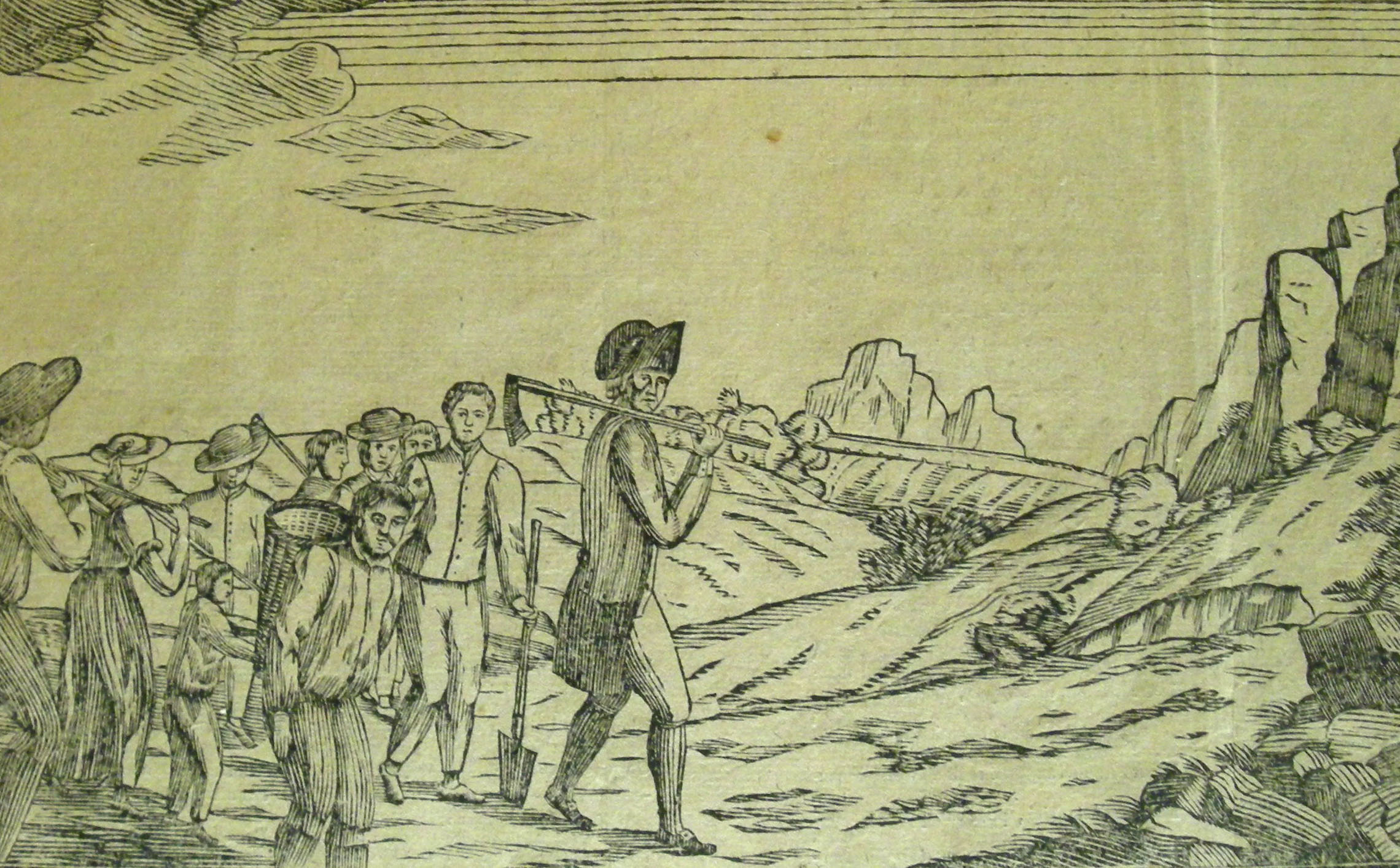
Le pasteur travaillant sur un chemin (gravure de 1819)

Des premiers pasteurs responsables des deux paroisses de Rothau et de Waldersbach se distingue Jean Nicolas Marmet né à Glay. Ce dernier traversa l’une des plus dures périodes de l’histoire du Ban de la Roche de 1611 à son décès en 1675 (guerres de Trente Ans et de Hollande), mais aussi parce qu’il fut tenu de siéger auprès du tribunal qui jugea des villageois pour sorcellerie (Hexengericht). Une première citation pour sorcellerie est mentionnée pour 1613 à Neuviller.
Après une période de piétisme introduite par le pasteur Léopold-Georges Pelletier de 1707 jusqu’à son retour dans le comté de Montbéliard en 1712, la vie religieuse subit les effets de la Contre-Réforme à partir de 1725.
Apparaît alors le pasteur Jean Georges Stuber de Strasbourg dont la personnalité dynamique et persévérante prépara la venue de son jeune et brillant successeur le pasteur Jean Frédéric Oberlin en 1767, lequel marqua profondément l’esprit des Bandelarochois avant de s’éteindre en 1826.

### La contre-réforme
Dès la prise de possession du nouveau pouvoir "français" en 1724, des mesures furent prises en faveur de la religion catholique, notamment à Rothau après l’arrivée de nombreux ouvriers attachés aux forges et aux mines. Cette situation fut donc mise à profit par d’Angervilliers qui favorisa la création d’une paroisse royale avec à sa tête un missionnaire jésuite. Aussi fut-on très surpris en 1725, le jour de l’introduction du simultaneum, de trouver les portes de l’église fermées à double tour. Sommées en 1728 de bâtir un presbytère pour le curé, les deux paroisses protestantes achetèrent, grâce à la complaisance de l’écoutète de Schirmeck, une vieille maison qu’il possédait à Rothau. L’entretien de l’église, du presbytère, de l’école, le bois de chauffage et le salaire de l’instituteur (50 écus) incombèrent aux communautés protestantes. En 1741, à l’occasion d’une procession qui se rendait de Rothau à Saint-Blaise-la-Roche, de nombreux villageois croyant que les catholiques avaient l’intention d’occuper le temple de Fouday, s’y assemblèrent en arme. La même année, le pasteur Jean David Klein fut contraint de quitter la paroisse de Rothau, accusé d’avoir manqué de respect envers le curé (le motif ne paraît pas dans les pièces d'accusation).
Il advint cependant que les seigneurs catholiques qui se succédèrent abandonnèrent l’hostilité manifestée à l’égard des paroisses protestantes. C’est au contraire dans un esprit de tolérance que le duc de Ruffec intervint en leur faveur en déclarant laisser les villageois jouir de leur privilège et des règles en usage dans le consistoire de Strasbourg, dans la paix, la tranquillité et la justice.
L’introduction du simultaneum à Rothau dura, avec ses hauts et ses bas, jusqu’à la construction d’une nouvelle église protestante en 1863, alors que l’ancien lieu de culte de la fin du XIIe siècle sera remplacé par une nouvelle église catholique.

## Le peuplement
La densité démographique de ce pays de montagnes et de vallées a subi dans son histoire de profondes fluctuations. Le peuplement passe de 383 âmes environ en 1489 à 560 âmes en 1534 et 860 âmes en 1578. Il atteint plus de 1200 habitants après 1600. Les désordres de la guerre de Trente Ans font chuter le peuplement à deux cents personnes en 1655.
Le dépeuplement favorisa l’implantation relative d’une population en provenance de Suisse bernoise, elle-même contrariée par les contrecoups de la guerre de Hollande (1672-1678) avec par exemple l’incendie de Belmont en 1675.
L'évolution démographique, sensible après le retour de la paix en 1715 par la mort de Louis XIV, est attestée par le nombre de près de 3500 âmes en 1800 (y compris les ouvriers des forges de Rothau).
| 1489 | 1534 | 1578 | 1600 | 1655 | 1680 | 1766 |
| ---- | ---- | ---- | ---- | ---- | ---- | ---- |
| 365  | 535  | 820  | 1200 | 204  | 366  | 1400 |

### L'immigration suisse
Cette population d’expression alémanique s’installa de préférence dans les fermes seigneuriales du Ban de la Roche comme aussi dans celles des autres seigneuries du voisinage (Évêché de Strasbourg en particulier à la ferme de la Bringue devenue Struthof, dans la principauté de Salm et dans le bailliage de Villé).
Au début du XVIIe siècle apparaissent les premiers représentants S au Ban de la Roche : Hans Drotter du canton de Berne (1630), Jost Neuweiler (de Suisse !) et Jakob Krieger, tous vers 1650 et de confession réformée. Un autre groupe anabaptistes-mennonites fuyant leur pays où leur religion n’est plus tolérée, apparait autour de 1700. De passage au Ban de la Roche (ferme du Sommerhof), ils s’établiront de préférence dans la principauté de Salm où les censes anabaptistes formeront de fortes communautés (hameau de Salm et des Quelles) et dans le versant de la Bruche du bailliage de Villé (clairière du Hang). Pourtant, ce sont les Suisses réformés (dénommés par erreur dans les registres de catholicité par « calvinistes ») qui furent les plus nombreux et qui s'intégrèrent mieux et plus rapidement au sein des communautés villageoises du pays.

### L'émigration vers Barr
L'apparente richesse de la ville de Barr contribua dès le début du XVIIe siècle à attirer plusieurs familles du Ban de la Roche dans ses murs alors que d'autres - mais beaucoup plus rarement - s'installèrent dans des localités catholiques de la vallée de la Bruche.

### L'émigration vers le Nouveau Monde
Une première « vague » d’émigration (une famille Caquelin accompagnée de plusieurs autres de la vallée de la Bruche et d’immigrants suisses) est attestée en 1736. Ces premiers candidats pour l'Amérique embarquèrent sur le Princess Augusta à Rotterdam, navire spécialisé dans le transport des migrants, à destination de Philadelphie.
Ce phénomène ne fut cependant pas l’exclusivité du Ban de la Roche car il fut élargi dès le début du XVIIIe siècle à presque toute l'Alsace et à de nombreuses autres régions voisines germaniques ponctuellement jusqu’au XXe siècle (plus de 68 800 personnes de 1727 à 1775 originaires du Wurtemberg et de Suisse).
Cette contribution à la colonisation de l'Amérique du Nord (on[Qui ?] ne peut pas encore parler d’émigration)[pourquoi ?] est encore très faible mais elle éveilla cependant un intérêt croissant suscité par l’insistance des racoleurs aux services des compagnies maritimes envoyés dans les campagnes pour faire miroiter à leurs yeux (des villageois) les promesses les plus abracadabrantes.
Jean Frédéric Oberlin, tenant bien ses paroissiens et très opposé à toute idée d’émigration, écrit : « Quiconque veut travailler, trouve du pain chez lui aussi bien qu’ailleurs ». Et en 1786 : (…) « il n’y a que deux bourgeois qu’on ait pu soupçonner avoir quelque envie de s’expatrier ». Sous la Restauration, les Anabaptistes, qui se sentent persécutés par les autorités, commencent à émigrer pour fonder des communautés Amish, encore très vivantes, en Amérique.
Ce ne fut que vers le milieu du XIXe siècle (vingt ans après la disparition d’Oberlin) que se développa le spectaculaire intérêt du Ban de la Roche pour les terres du nouveau continent.
Pour les familles concernées, on se reportera sur les villages suivants dans Geneawiki :
- Bellefosse, Belmont, Waldersbach, Rothau, Neuviller-la-Roche.

Les États d'Amérique les plus sollicités furent la Pennsylvanie, l'Illinois et l'Iowa, de 1830 jusqu'après 1930. D'autres encore choisirent de partir vers les colonies françaises d'Afrique du Nord autour de 1900 (le Ban de la Roche était à ce moment-là territoire allemand). Plusieurs communautés nouvellement fondées édifièrent leurs propres lieux de culte, comme celle de Woolstock dans l'Iowa, où un service religieux en langue française fut célébré.
Les Américains d'origine bandelarochoise, en particulier ceux devant faire appel aux fonds d'archives moraves ou Amish, témoignent encore de leur difficulté à faire le lien entre leur origine partagée et cette petite région aujourd'hui en France et connue sous le nom allemand de Steintal. Le Ban de la Roche s'est jumelé en 1984 avec la ville de Woolstock.